# Ongran de Saint-Sauveur
 (mars 2024).
Améliorez-le ou discutez des points à vérifier. 
 (novembre 2010).
Si vous disposez d'ouvrages ou d'articles de référence ou si vous connaissez des sites web de qualité traitant du thème abordé ici, merci de compléter l'article en donnant les références utiles à sa vérifiabilité et en les liant à la section « Notes et références ».
Illustre et ancienne famille du Comté de Nice qui doit son nom au quartier d'Ongran (situé près de Peille), là où la famille résida, en exerçant sa juridiction sur les terres environnantes, de la fin du XIe siècle aux environs de 1400.
Le nom de ladite localité figure sur des sources anciennes : un document de 1078 fait mention de plusieurs églises subordonnées à la juridiction et à la domination des moines de Saint-Pons, parmi lesquelles est citée l"Ecclesia S. Simeonis de Ongranio" ; ailleurs nous apprenons qu'Isnard, évêque de Nice, en 1108, accordait en don à ses chanoines quelques châteaux, parmi lesquels celui d'"Ungraini superioris" ; une concession semblable est faite à l'évêque Arnald en 1159. Un autre centre voisin avec château seigneurial, cité vers la même époque, était dénommé "Ongran inferior" avec l'église de Saint-Jean.

## Histoire
Le premier personnage de cette famille dont on ait connaissance est Amédée (signataire d'un acte de donation de 1144), disciple de Guillaume, comte de Vintimille. Bertrand (1272) qui hérita des terres de Guillaume de Peille, là où, après l'assassinat de Guillaume d'Ongran, la famille se fit construire une nouvelle demeure. Après la destruction du château d'Ongran, le quartier fut uni à Peille, en maintenant de toute façon jusqu'à aujourd'hui sa dénomination d'origine (localité et Pas d'Ongran).
Dans le cours du XVe siècle, à la suite d'une catastrophe à Peille, la famille s’établit à Saint-Sauveur-sur-Tinée et y demeura jusqu'au début du XVIIIe (époque où elle s'établit à Nice) : toujours qualifiés de "nobles", ses membres furent des notaires, des prêtres, de riches négociants.
La famille avait même obtenu des patentes de noblesse de Charles VIIe Roi de France en récompense des prêts d'argent faits au gouvernement.
Entre autres personnages de cette famille : Honoré (1540), Jacques (1600), Giannino (1639), Joseph (1678), Louis (1700). Joseph Antoine, fils de Ludovic, riche négociant en bois, qui fut investi avec ses descendants par le duc de Savoie d'un fief en S.Salvatore (St-Sauveur-sur-Tinée, 6 septembre 1760) ; il mourut en 1765 en laissant des fonds considérables à l'église de son village et eut une sépulture dans l'église de Saint-François d'Assise à Nice (où il s'était établi en 1740-50), dans le monument sépulcral qu'il avait fait ériger, concédé à ses descendants (l'église fut ensuite détruite pendant la Révolution française). Le fils aîné avocat Ludovic Antoine Honoré (né en 1724) obtint confirmation de l'investiture du fief de San Salvatore du R. Chambre de Conti le 9 décembre 1766 ; le fils cadet Joseph François, qui avait épousé Françoise fille du baron Caravadossi, construisit son palais à S. Francesco de Paola et obtint le titre de comte de Fiano avec juridiction sur ledit fief (7.3.1772) : il mourut sans laisser d'enfant et le titre fut inutilement revendiqué par son frère et ses descendants.

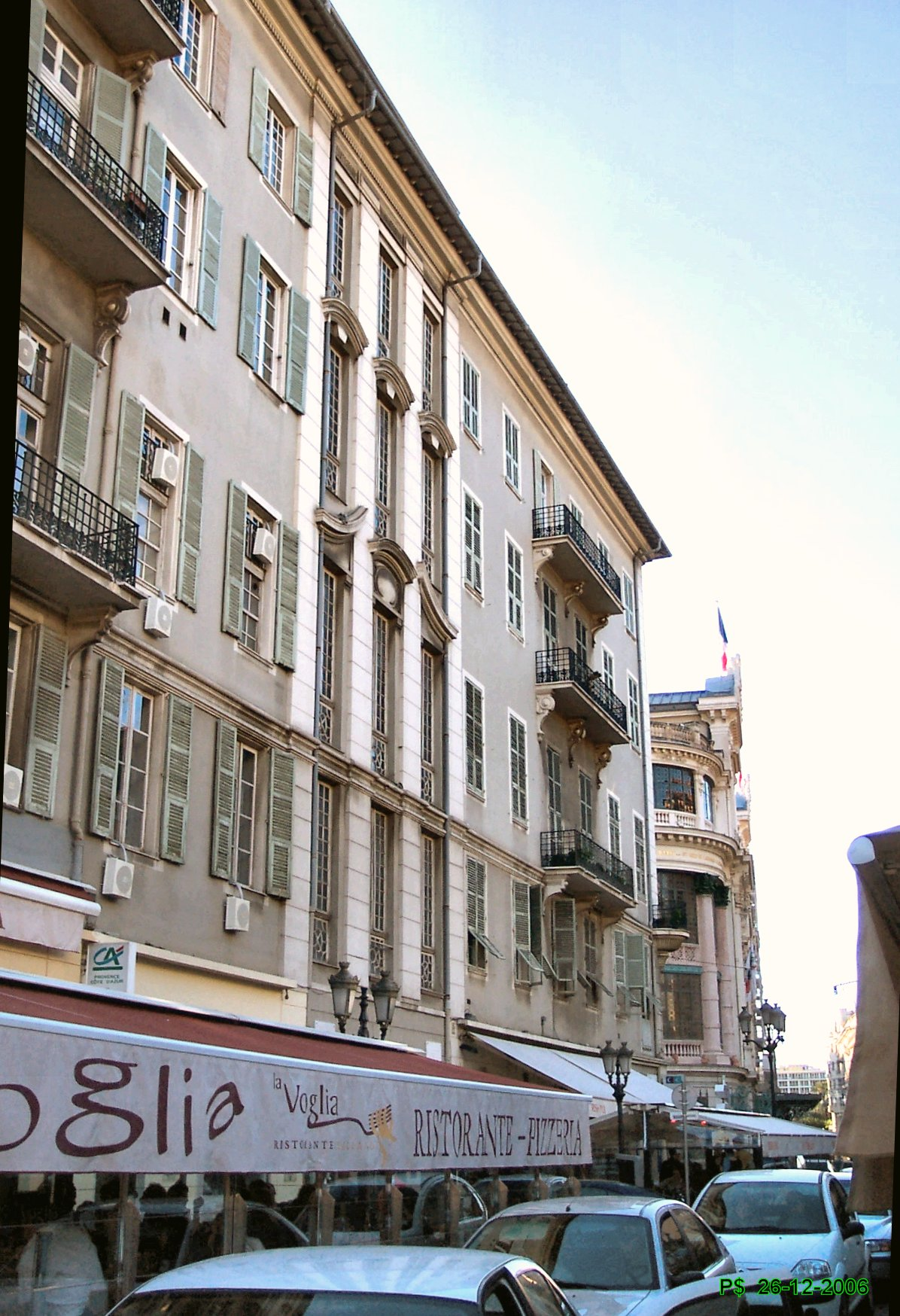
Palais des Hongran de Fiane ou palais des Ongran de Saint-Sauveur, au no 2 de la rue Saint-François-de-Paule à Nice
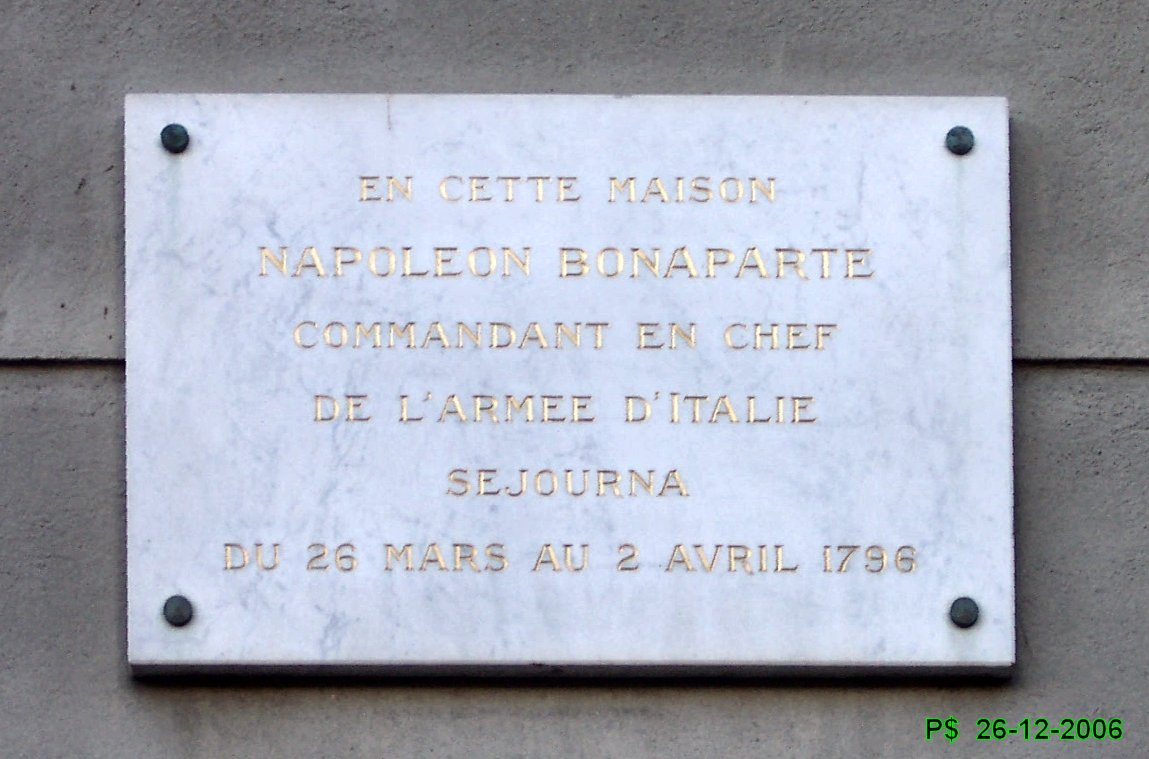
Plaque commémorative rappelant le séjour de Bonaparte au palais Hongran en 1796

Pierre Joseph Antoine (n. 1749, m. 1812), fils de Ludovic, fit partie des Grenadiers du régiment de Nice : il épousa Thérèse des barons Galea de la Madeleine. Restés fidèles à la Maison de Savoie, les Ongran émigrèrent en 1793 et leurs biens furent confisqués. Ils rentrèrent en 1815, en s'appelant d’Ongran de Saint Sauveur (encore en 1860, lors du referendum pour le rattachement à la France, des Ongran votèrent en faveur de la Maison de Savoie). Son fils Louis Gaétan (n. 1786, m. 1857), lieutenant colonel dans la Brigade de Coin, chevalier de l’ordre des Saints-Maurice-et-Lazare, premier Consul de Nice (1825), fut créé comte avec ses descendants, le 25 mai 1824 par le roi Charles-Félix de Sardaigne ; il épousa la comtesse Elisabeth Michaud de Beauretour et fut enterré dans l'élégante chapelle de Cimiez (Nice), toujours existante. Avec Joseph (n.1852, m. 1898), fils du précédent et époux en premières noces de Marie Seassau, s'éteint la ligne masculine de la famille (de la seconde femme Marie Galea des barons de la Madeleine, il eut deux filles, Rita et Victoire). Sur la façade de son palais, 13 place Masséna, figuraient encore en 2005 les armes de la famille, attestées au XVIIe siècle à Saint-Sauveur sur Tinée.
Le nom continue avec la maison Serlupi, par le mariage d'Angèle, fille du premier lit de Joseph, avec le Marquis Alfonso Serlupi, à qui fut concédé d'ajouter le nom d'Ongran, pour lui et pour son descendant, avec D.Luog. 1er mars 1917 "previo sembler della Mise en scene Consultent Héraldique".

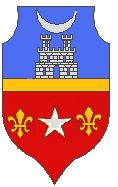
Armes concédées en 1824

## Héraldique
Blasonnement des armes des « Hongran ou Ongran » fourni par Pierre-Robert Garino : Coupé au I. d’azur au château à deux tours, maçonnée [sic, à corriger en maçonné] d’argent à une lune croissante du même en chef, au II. de gueules à l’étoile d’argent accostée de deux fleurs de lis d’or, à la fasce d’or sur la partition.